# Republikken Letlands proklamationsdag
Republikken Letlands proklamationsdag fejres hvert år den 18. november. Det er årsdagen for Letlands Folkeråds proklamation af Republikken Letlands selvstændighed i 1918.

## Højtideligholdelser
Forskellige offentlige arrangementer finder sted over hele landet, herunder koncerter og fyrværkeri. Fakkeloptog afholdes af forskellige organisationer, og har været en del af festlighederne omkring proklamationsdagen og Lāčplēsisdagen (lettisk: Lāčplēša Diena) siden 1920'erne. Det største fakkeloptog finder sted i hovedstaden Riga og tiltrækker tusindvis af deltagere hvert år. Ruten gennem gaderne i byens centrum begynder traditionelt ved monumentet for Kārlis Ulmanis, den første statsminister i Letland, og ender ved Frihedsmonumentet. En anden tradition med en lang historie er Letlands væbnede styrkers militærparade, som i moderne tid afholdes på 11. november kajen i Riga. En anden populær tradition, der blev etableret i 2009, er at få folk over hele verden til at synge den lettiske nationalsang Dievs, svētī Latviju! på samme tid (21:00 EET).

## Historie

### Proklamationen
I 1918 meddelte Letlands Folkeråd i det lettiske nationalteaters bygning, at det havde overtaget den nationale suverænitet i Letland og appellerede til Letlands borgere med en proklamation hvori blev erklæret, at Letland var en uafhængig, fri og demokratisk republik ledet af Letlands midlertidige regering.

### 1919
Markeringen af det første årsdag for den lettiske stats proklamation fandt sted den 18. november 1919 under Vesthæren (lettisk: Bermontiāde). Landet havde stadig ikke vundet selvstændighedskrigen, og store dele af landet var fortsat besat af fremmede styrker. Den 21. november indledte den lettiske hær et angreb i Zemgale og befriede Jelgava, den næste dag befriedes Tukums. Da dele af den såkaldte Vestlige hær retsligt set var under Weimarrepublikkens myndighed og fortsatte med at kæmpe mod landets selvstændighed, erklærede Letland den 25. november krig mod Tyskland.

### 1920
Efter afslutningen af kampen for Letlands selvstændighed i 1920 fandt spontane folketog til Brødrekirkegården og andre kirkegårde sted i hele Letland, desuden afholdtes festligheder med modtagelse af udenlandske gæster og koncerter i teatre og klubber på denne dag. Mindehøjtidelighederne for dem, der faldt dels under 1. verdenskrig, dels under frihedskampene fik dermed en klar symbolsk værdi: de faldne mennesker repræsenterede et nationalt offer og den symbolske pris for den vundne selvstændighed. Opgaven for statens fortsatte eksistens og udvikling skulle derfor være at retfærdiggøre de tabte liv. Den 21. januar 1920 vedtoges "loven om regeringen og lokale forvaltningsinstitutioner" og gjorde den 18. november til en national helligdag.

### 1923
På femårsdagen for uafhængighedsbekendtgørelsen i Letland i 1923 blev det første store fakkeloptog til det lettiske nationalteater arrangeret af brandværnsorganisationer og nationale organisationer.

### 1928
Til den lettiske stats 10-årsdag blev afsat to dage, den 17. og 18. november. Den 17. november fandt der en procession sted og de faldne blev mindet ved højtideligheder, og den 18. november blev årsdagen markeret ved ministerkabinetsmødet, ved en officiel gudstjeneste i Riga Domkirke og ved gudstjenester i andre kirker rundt om i landet samt ved et formelt møde i Saeima, med modtagelse hos præsidenten, med en udstilling af kunst, med en militærparade suppleret med skoleelever og spejdere, ved festligheder i Nationalteatret, herunder med en koncert, samt ved en festlig aften på Riga Slot og andre steder.

### 1938
Fejringen af 20-årsdagen for den lettiske stat blev afholdt den 18. november 1938 af ministeriet for offentlige anliggender. Den centrale person i forbindelse med begivenhederne til markeringen af årsdagen var præsident Karlis Ulmanis. Den 17. november modtog Ulmanis hyldester i flere timer på Riga Slot, og om aftenen holdt han en tale dedikeret til eleverne i forbindelse med et storslået fakkeltog. Den 18. november blev der lagt kranse og afholdt mindehøjtideligheder på Brødrekirkegården, afholdt en militærparade og afholdt en fest ved Frihedsmonumentet. Den vigtigste begivenhed under markeringen var Ulmanis tale i Nationalteatret. Et nu fast indslag i fejringen af den 18. november var "bål" eller store og udendørs lys på byernes gader. Folk placerede fakler på gaden ved deres hjem og fremhævede dermed symbolsk en lysets vej som modsætning til det sene dystre efterår. Alle kunne nyde faklerne som en markering af årsdagen. Den 18. november blev således en dag markeret med små fakler.

### Besættelsen under og efter 2. verdenskrig
Efter besættelsen af Letland i 1940 blev fejringen af den lettiske nationaldag forbudt. Den 15. november 1988 blev en fakkelvandring fra den historiske Riga til Rigas tekniske universitets sovesale i Kipsala afholdt den 17. november 1988 til ære for den internationale studenterdag den 17. november, hvilket markerede ikke blot elevernes symbolske tilhørsforhold til den internationale studenterbevægelse, men også Arodmans tanker om fakler og rød-hvide og hvide flag på Frihedsmonumentet.